# La grande épreuve
La grande épreuve è un lungometraggio del 1928 diretto da André Dugès e Alexandre Ryder.